# Natale in Svezia

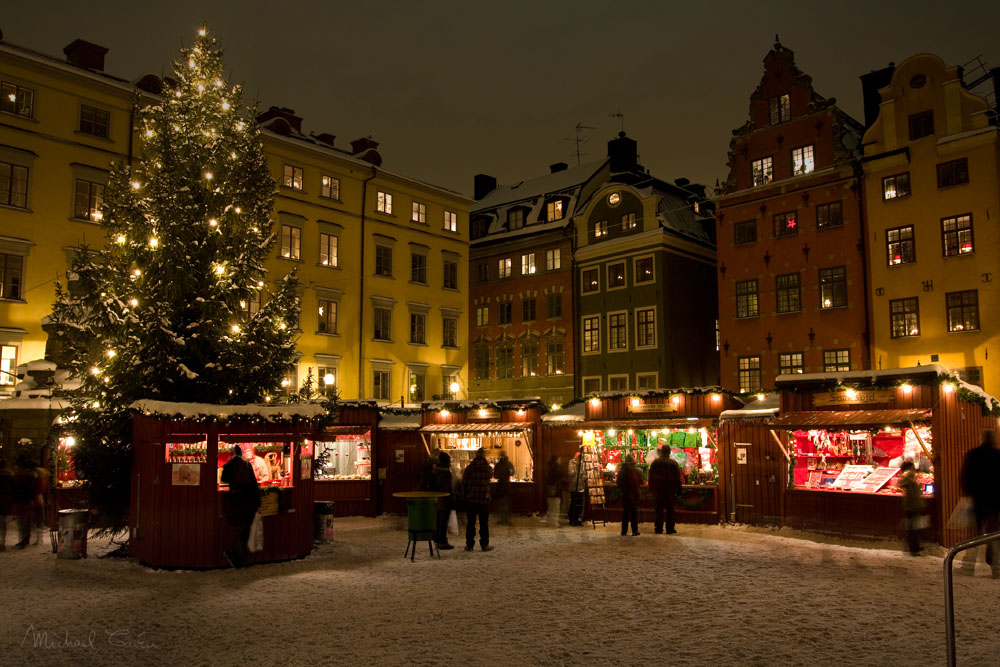
Mercatino natalizio a Stoccolma

Questa voce descrive le principali tradizioni natalizie della Svezia.

## Informazioni generali
In Svezia, riveste un ruolo importante il 13 dicembre, giorno dedicato alla festa di Santa Lucia, che rappresenta una sorta di inizio dei festeggiamenti natalizi.
A differenza degli altri Paesi, dove le festività terminano ufficialmente con l'Epifania, in Svezia, come nel resto dei Paesi scandinavi, si chiudono ufficialmente il 13 gennaio, giorno di San Canuto. Da questa ricorrenza deriva il detto "Il ventesimo giorno, San Canuto porta il Natale".

## Il termine per "Natale" in svedese

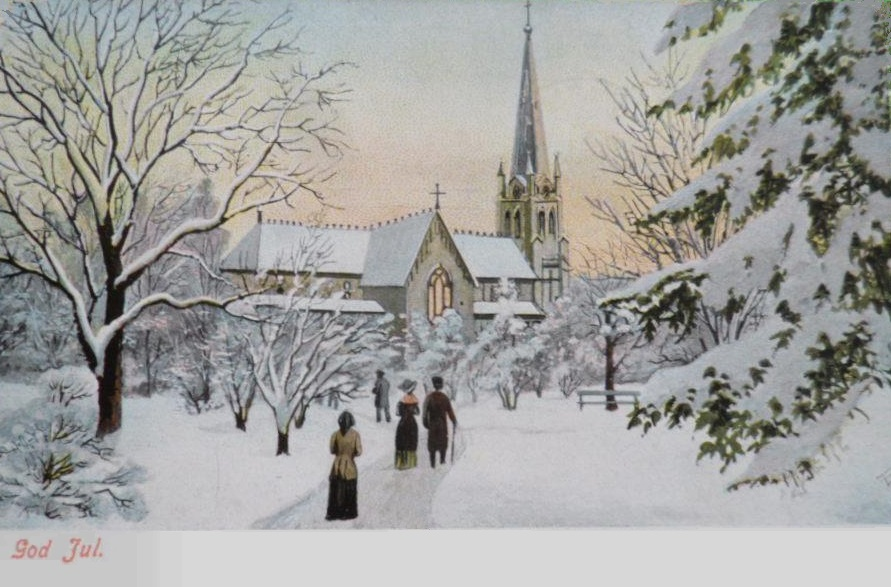
Una cartolina natalizia svedese

Il termine usato in svedese per indicare il Natale è, come in danese e norvegese, jul (cfr. isl. jól e ingl. yule, oltre che il prestito in finnico joulu), un vocabolo di etimologia oscura forse legato ad una festa pagana del solstizio d'inverno.
La formula d'augurio è God Jul!.

## Tradizioni

### Ricorrenze principali

#### Santa Lucia

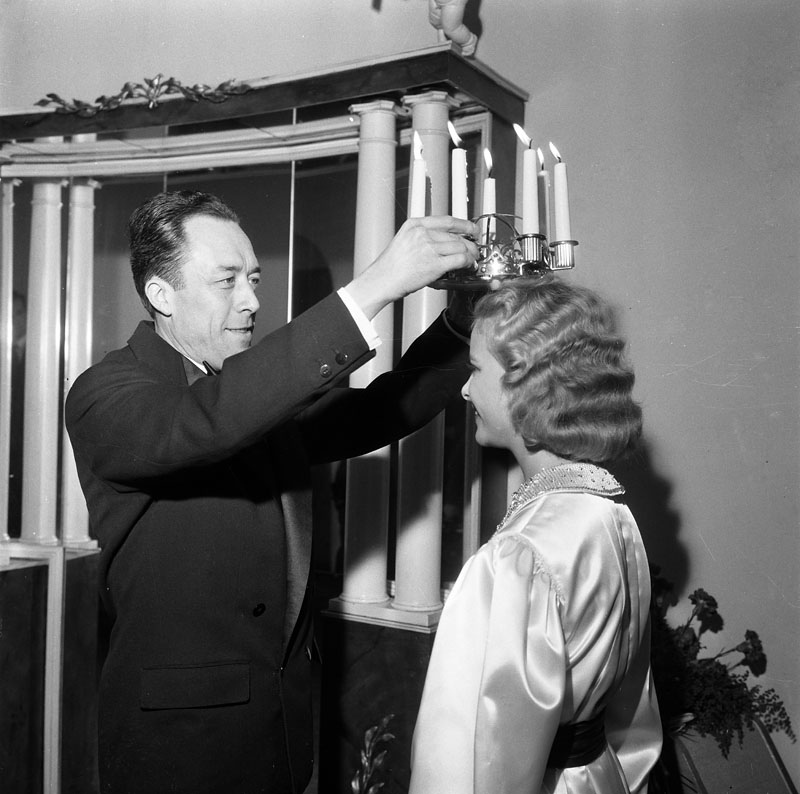
La festa di Santa Lucia in Svezia

La festa di Santa Lucia (13 dicembre) è una delle ricorrenze più sentite in Svezia.
La festa è legata all'antica data del solstizio d'inverno seguendo il calendario giuliano.
In Svezia, questa festa iniziò ad essere festeggiata in modo diffuso a partire dal XVIII secolo.
In questo giorno, vige la tradizione secondo cui la figlia maggiore di ogni famiglia debba alzarsi presto la mattina e, con indosso una veste bianca, una sciarpa rossa e una corona con delle candele in testa, portare il caffè e i tipici dolci della festa, i lussekatter.

#### Santo Stefano
Particolare importanza riveste in Svezia anche il giorno di Santo Stefano (26 dicembre).
Secondo la tradizione popolare svedese, Santo Stefano è diventato protettore del bestiame, in particolare dei cavalli.

### Personaggi del folclore

#### Julbock

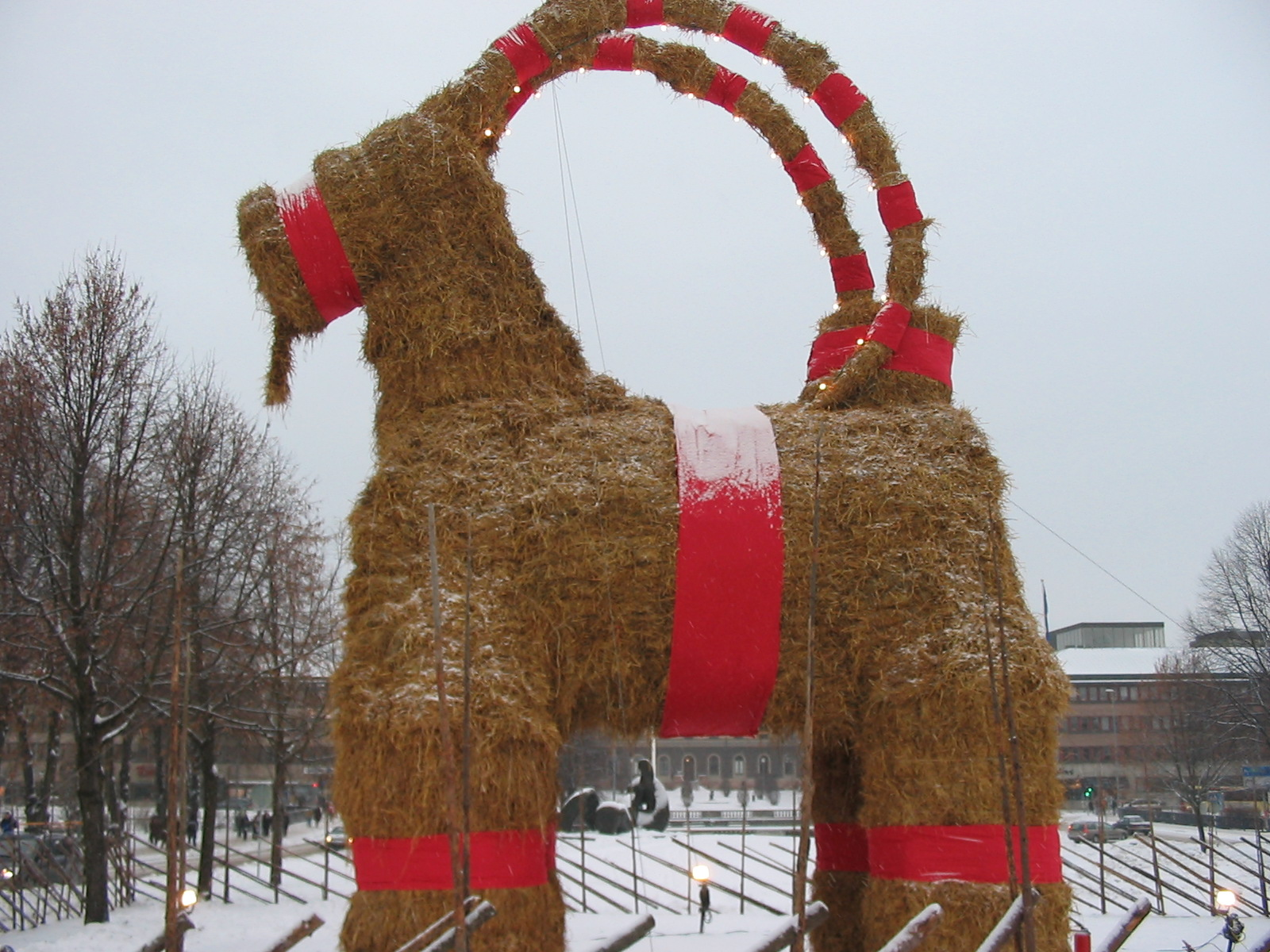
Raffigurazione dello julbock a Gävle

Un tempo il tradizionale portatore di doni natalizi era lo julbock, ovvero il "caprone di Natale" (cfr. fin. joulupukki), una figura che si ritrova ora nelle decorazioni del periodo.

#### Jultomte
Come portatore di doni lo julbock è stato sostituito da Babbo Natale, chiamato in svedese jultomte, un termine che fa riferimento ad uno gnomo col cappello rosso, che svolgeva il ruolo spirito tutelare della casa.
Altre tradizioni

#### Julklapp
Un'antica tradizione svedese che riguardava la distribuzione dei doni era lo julklapp (termine formato da jul e dal verbo klappa, "bussare").
La tradizione si svolgeva secondo le seguenti modalità: una persona bussava (da cui il nome julklapp) alla porta di una casa e lanciava poi dalla finestra un regalino impacchettato. Spesso il pacchetto conteneva solo un biglietto con un indovinello che recava le indicazioni sul luogo dove era stato nascosto il vero regalo.

## Gastronomia
Tipica tradizione svedese in campo gastronomico è quella della julbord, variante natalizia dello smörgåsbord e che consiste in una tavola imbandita con sandwich alle aringhe, polpette, salsicce, ecc.

### Dolci

#### Lussekatter

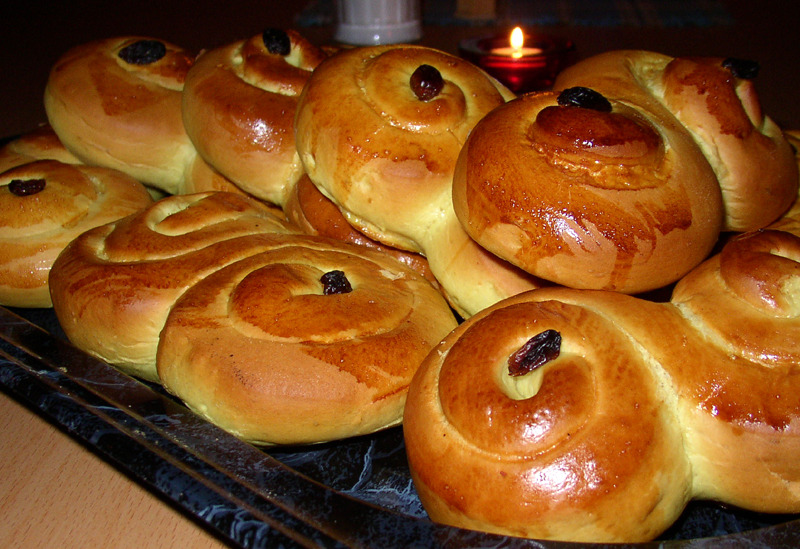
I lussekatter

Tipici dolcetti natalizi svedesi, in particolare della Festa di Santa Lucia, sono i lussekatter, letteralmente "gatti di Lucia", a base di zafferano.

#### Pepparkakor
Altri dolcetti tipici della festa di Santa Lucia sono i pepparkakor, dei biscotti allo zenzero.

### Bevande

#### Julöl
Legata alle tradizioni pagane e in particolare alla festa del solstizio d'inverno è la julöl, ovvero la "birra di Natale".

#### Glögg
Popolare bevanda del periodo natalizio in Svezia è inoltre il glögg, costituita da vino rosso e vodka.

### Altri piatti tipici

#### Julskinka

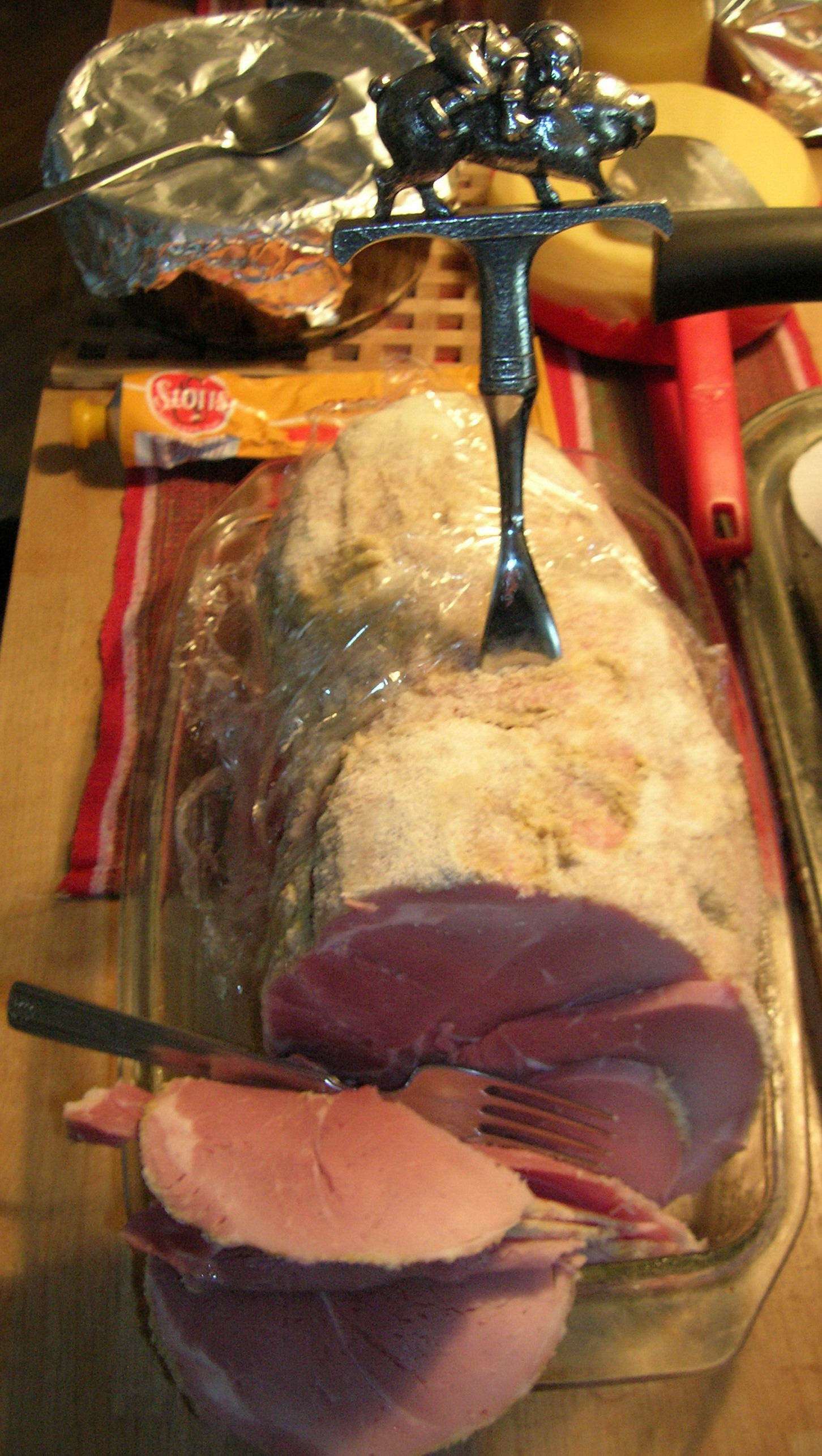
Lo julskinka, o "prosciutto di Natale"

Immancabile nella tavola svedese durante le feste natalizie è lo julskinka, ovvero il "prosciutto di Natale": si tratta di un prosciutto, che dopo essere stato messo a salare e quindi immerso nel brodo, viene poi ricoperto con mostarda, uova strapazzate e pezzetti di pane.

#### Risgrynsgröt
Altro piatto natalizio svedese è lo risgrynsgröt (risolatte), un porridge al riso, condito con marmellata di lampone e cannella.

## Canzoni natalizie

### Canti natalizi tradizionali originari della Svezia
- Bred dina vida vingar, inno scritto nel 1860 da Lina Sandell-Berg, utilizzato anche nel periodo natalizio[13]
- Jul, jul, strålande jul, scritto da Edvard Evers e da Gustaf Nordquist[14]
- En jungfru födde ett barn idag[7]
- Nu så kommer julen, con testo scritto nel 1875 da Zacharias Topelius e melodia di Richard Norén o Jean Sibelius[15]
- Nu tändas tusen juleljus, scritto nel 1898 da Emmy Köhler[16]
- Staffan var en ställedräng[17][18]

## Galleria d'immagini

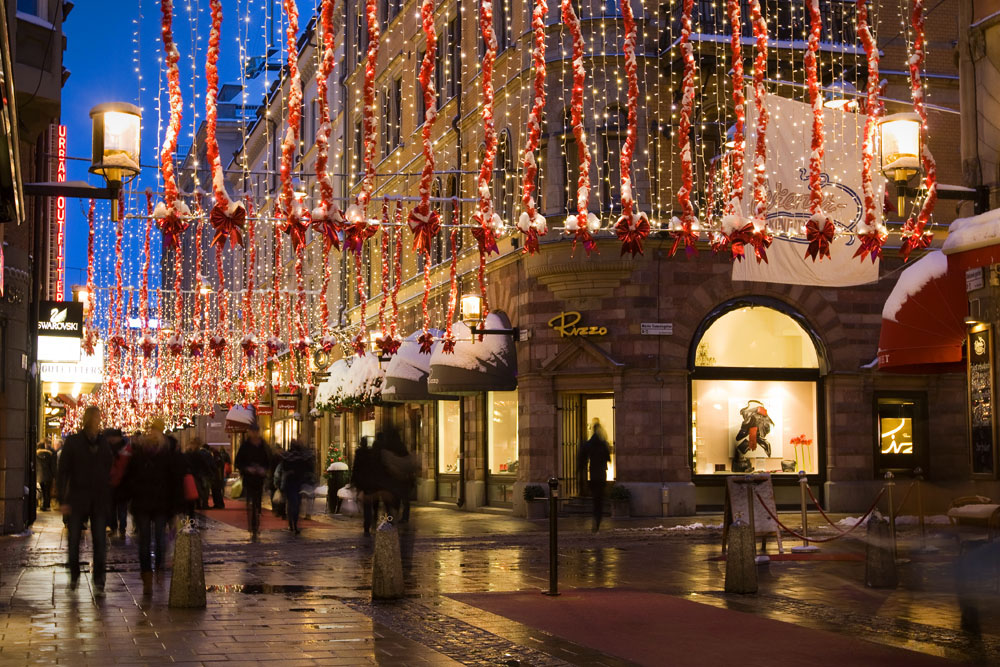
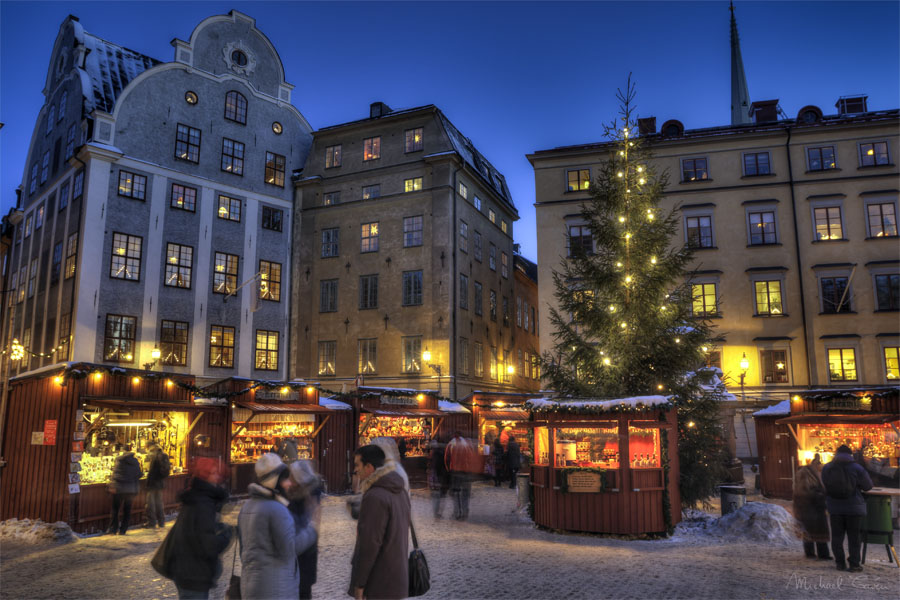
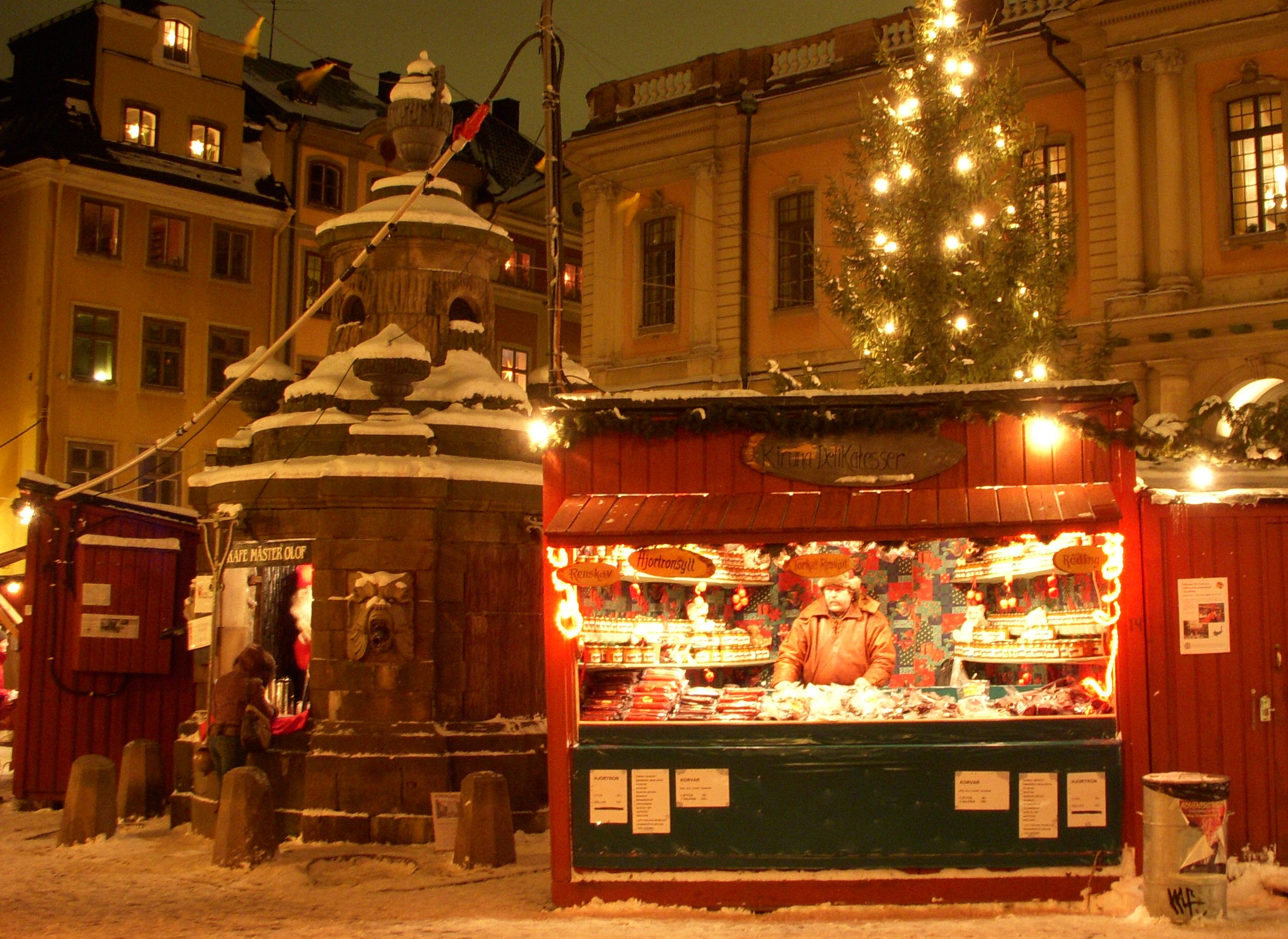
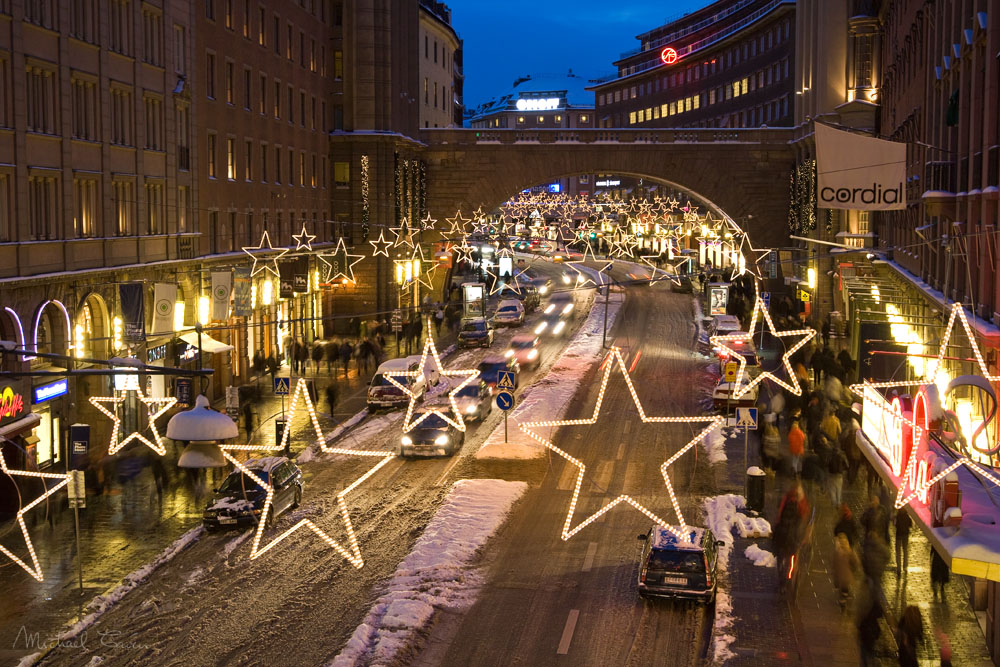
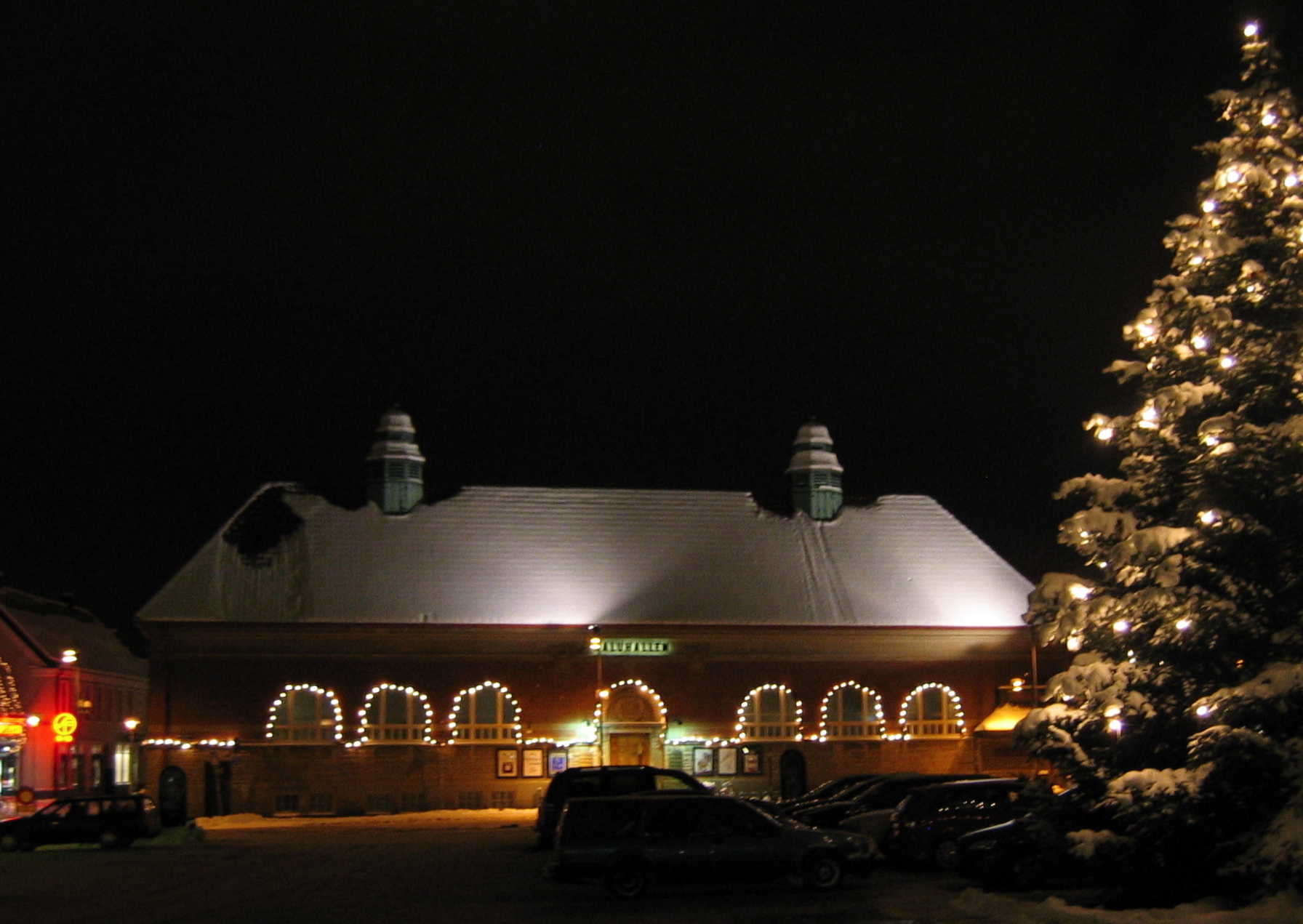